# Deuce (cantor)
Aron Erlichman (2 de março de 1983), mais conhecido por seu nome artístico Deuce (anteriormente "Tha Producer"), é um americano produtor musical, cantor e compositor, e artista de rap rock. Trazido a fama como cantor, produtor / compositor e um dos membros fundadores da banda de rap-rock/nu metal Hollywood Undead. Deuce, desde então, mudou-se para trabalho solo pelo selo "Five Seven Music", um ramo da Eleven Seven Músic. Ele também está envolvido em um movimento com o rapper companheiro The Truth (Vardan Aslanyan) chamado "Nine Lives" (muitas vezes estilizado como os dois "9lives" e "Vidas IX"). Deuce lançou seu primeiro álbum de mesmo nome, em 24 de abril de 2012, que vendeu 11.425 cópias em sua primeira semana. Deuce também colaborou com artistas Brokencyde e Blood on the Dance Floor, no passado.

## História

### Primórdios musicais
Deuce começou a criar rock baseada em música sob seu nome de nascimento de Aron Erlichman, no início de 2001. Em 2005, ele lançou quatro faixas, "Franny", "Air Surface", "Breaking Through" e "Às vezes" na Broadjam de seu primeiro EP chamado Aron EP, site de partilha de opiniões e avaliações, onde ganhou pouco reconhecimento. Mais tarde, ele co-fundou Hollywood Undead com Jorel Decker, Matthew St. Claire, e Jeff Phillips, e cantou os vocais limpos e instrumentais produzidos para a banda, até sua partida no início de 2010. No início de fevereiro de 2012, mais três faixas pré-Hollywood Undead foram liberados e à superfície, incluindo "Far Away", "Pedra Caída" e "Dreams".

### Hollywood Undead e saída (2005) - (2010)
Deuce co-fundou a banda Hollywood Undead como vocalista e produtor, com seu amigo Jorel Decker (J-Dog). A banda começou sua carreira musical com a criação da canção de rap-rock "The Kids", que foi muito promovido pelo Jeffree Star. Deuce inicialmente adotou e gravou música sobre o apelido de "Tha Producer", devido ao seu papel na produção, mas encurtou para "Deuce" não muito tempo depois. No momento da partida Deuce, o Hollywood Undead tinha ganhou sucesso com músicas Swan , que chegou ao número 22 na Billboard 200 em sua primeira semana. A EPs poucos foram liberados, Swan songs B-Sides EP e Swan Songs Rarities EP em 2009 e 2010, respectivamente. Em 2009, Hollywood Undead lançou seu primeiro álbum ao vivo, Desperate Measures , que chegou ao número 29 na Billboard 200.
No final de 2009, Deuce deixou Hollywood Undead depois de ter vários problemas com a banda. Charlie Scene (Jordon Terrel) membro do Hollywood Undead, afirmou em entrevista ao World Famous Rock que Deuce não apareceu em turnê depois que a banda se recusou a continuar a pagar mais de US $800 por semana para trazer seu "assistente pessoal" sem nome, que eles aparentemente pagaram por cerca de 4 meses. A banda também explicou que era uma luta ter Deuce no grupo. Em uma entrevista com Bryan Estrelas, da Kurlzz (Matthew St. Claire) declarou: "Foi tão ruim, que eu não acho que teria sido mais um recorde se ele ainda estivesse conosco. Nós inclinou-se para trás para acomodar Deuce ". Deuce depois respondeu a isso em sua própria entrevista com Bryan Estrelas alegando que o assistente pessoal Charlie Scene falava era de fato Jimmy Yuma. Jimmy Yuma disse que ele foi pago por Deuce fora de seu próprio bolso para configurar o equipamento para ele, e que a banda não tem que pagar nada até que ele começou a criação de seus equipamentos em turnê também. Deuce também mencionado na mesma entrevista que ele não apareceu para a turnê em questão porque tinha recebido um telefonema do gerente anteriormente que alegou que a banda havia "quebrado" e foi dito para não sair em turnê.

### The Call Me Big Deuce EP e Epicenter Music Festival 2010
Em setembro de 2010, Deuce fez sua primeira performance live oficial como um artista solo no California's Epicenter music festival, abrindo para Eminem,Blink-182, Kiss, Bush, Rise Against e outros.
The Call Me Big Deuce EP é a primeira liberação coletiva de material pelo produtor e cantor americano/rapper. Deuce é um artista solo independente.

### Membros da banda
Deuce, apesar de um artista solo, tem uma banda de sete integrantes para o propósito de turnê com alguns membros a ajudar na produção e promoção.
- Truth - Aparece como Apresentando Artista e também recursos em performances ao vivo.
- b.Lay - Vocal, o cantor/rapper; aparece como b.LaY. Apareceu nos clipes de Let's Get It Crackin", "America", "Help Me", e "I Came To Party" video clip.
- Jimmy Yuma - guitarra, apareceu nos clipes de  Let's Get It Crackin", "America", "Help Me", e "I Came To Party" video clip.
- Jim Lowery - Baixo
- Arina Chloe - teclado, backing vocals. Apareceu nos clipes de Let's Get It Crackin", "America", "Help Me", e "I Came To Party" video clip.
- Tye - bateria e percussão Fornece bateria em When We Ride (versão remixada e masterizado da música do Hollywood Undead "Dead in Ditches"). Apareceu nos clipes de  "Let's Get It Crackin", "América", e "I Came To Party"
- Chase - percussão, desde percussão adicional no Epicenter
- Eli James - bateria e percussão

### Questões jurídicas e controvérsias
Após seu show solo em Hollywood, Deuce afirma que foi espancado por seus antigos companheiros da banda. Deuce diz que os membros do Hollywood Undead foram  "à espreita" , e todos pularam em cima dele e começaram os chutes e socos. Um colega do Deuce que tentou ajudar , tambem ficou ferido.
Deuce diz que ficou gravemente ferido, alegando que seus ex-companheiros Dylan "FunnyMan" Alvarez e Jorel "J-Dog" Decker, foram os principais culpados. Deuce acredita que ação foi premeditada, pois havia uma câmera amadora em mãos de um dos membros, registrando a cena de espancamento.
Agora, Deuce pretende mover uma ação na justiça contra a ex banda.

## Discografia
- 2007 - Hollywood Undead EP
- 2008 - Swan Songs
- 2009 - Desperate Measures
- 2010 - Swan Songs B-Sides EP
- 2010 - Swan Songs Rarities EP

### Solo
Álbuns de estudio
2011 - Aron
2012 - Nine Lives
2017 - Invincible
Ep's
2008 - The two thousand eight
2011- The call me big
2015 - Remixxxed

| Ano  | Álbum      | Gravadora        | Chart peaks | Chart peaks | Chart peaks | Chart peaks | Chart peaks  |
| Ano  | Álbum      | Gravadora        | US          | US Rock     | US Alt.     | US Ind.     | US Hard Rock |
| ---- | ---------- | ---------------- | ----------- | ----------- | ----------- | ----------- | ------------ |
| 2012 | Nine Lives | Five Seven Music | 37          | 13          | 9           | 7           | 2            |

Singles
| Ano  | Canção                                                                | US Rock | US Main. | Album      |
| ---- | --------------------------------------------------------------------- | ------- | -------- | ---------- |
| 2011 | "Let's Get It Crackin'" (featuring Jeffree Star)                      | —       | —        | Nine Lives |
| 2012 | "America"                                                             | 41      | 16       | Nine Lives |
| 2012 | "Help Me"                                                             | —       | —        | Nine Lives |
| 2012 | "Nobody Likes Me" (featuring Ronnie Radke)                            | —       | —        | Nine Lives |
| 2012 | "I Came To Party (Rock Radio Mix)" (featuring Truth and Travie McCoy) | —       | 33       | Party Pack |

Extended Plays
- 2005: Aron EP (as "Aron Erlichman")
- 2008: The Two Thousand Eight EP
- 2012: Deuce Remixxxed EP

Mixtapes
- 2011: The Call Me Big Deuce EP

Videografia
- 2011: Let's Get It Crackin'
- 2012: America
- 2012: Help Me
- 2012: I Came To Party/I Came To Party (Rock Radio Mix)
- 2013: The One